# Revolución agrícola británica

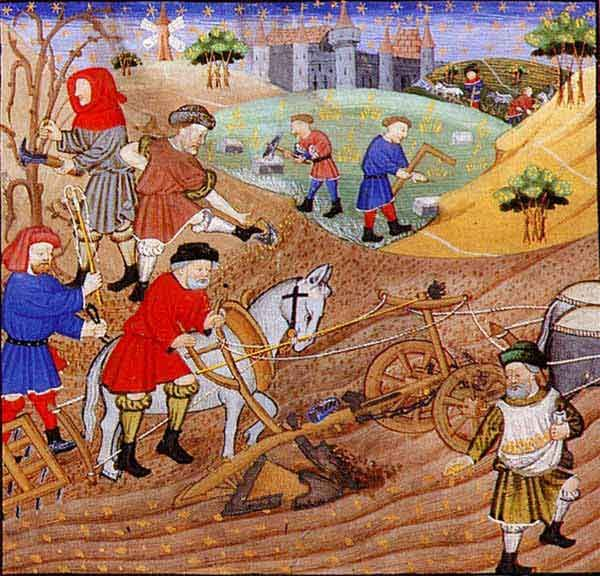
Ilustración medieval representando a campesinos trabajando la tierra y aprovechando otros recursos como la madera o la piedra.

El período de la Revolución Agrícola británica, que tuvo lugar desde el siglo XVIII hasta mediados del siglo XIX, fue un momento crucial en el desarrollo agrícola de Gran Bretaña. Durante este tiempo, hubo un notable aumento en la productividad agrícola, el rendimiento y la producción total. Este crecimiento impulsó un aumento en la población y liberó a una parte significativa de las personas del trabajo en el campo, proporcionando así la mano de obra necesaria para la Revolución Industrial.
El proceso de la Revolución Agrícola involucró varios factores clave:
Cercado de los campos de cultivo: Los campos fueron cercados para permitir la implementación de nuevos métodos agrícolas y rotación de cultivos.
Avances técnicos y mecanización: Se introdujeron innovaciones como arados de hierro y máquinas sembradoras, lo que aumentó la eficiencia y la rapidez en el proceso agrícola.
Rotación de cultivos: Los agricultores comenzaron a practicar sistemas de rotación de cultivos que eliminaban el barbecho. Esto implicaba alternar los cultivos de cereales con legumbres y plantas forrajeras para mantener la fertilidad del suelo.
Mejora en la selección ganadera y de semillas: Se mejoró la selección de animales y semillas para obtener variedades más resistentes y productivas.
Nuevas formas de drenaje: Se implementaron técnicas de drenaje para mejorar la calidad del suelo y aumentar las áreas cultivables.
Organización económica de las explotaciones: Se desarrollaron nuevas formas de organizar las explotaciones agrícolas para optimizar la producción y los recursos.
Fertilización con guano de las aves: Se utilizaron técnicas de fertilización con guano de aves para enriquecer el suelo y mejorar la calidad de los cultivos.
Además de estos factores internos, la Revolución Agrícola también se vio influenciada por la introducción de nuevos cultivos procedentes de América, como el maíz y la patata, que contribuyeron significativamente al proceso.
Algunos historiadores argumentan que la Revolución Agrícola no fue una revolución en el sentido tradicional, sino más bien una evolución rápida en los métodos agrícolas, lo que llevó a un aumento significativo en la productividad. En cualquier caso, este período fue fundamental en la transformación de la agricultura británica y tuvo un impacto duradero en la sociedad y la economía de la época.
La revolución agrícola británica describe un período de desarrollo agrícola en Gran Bretaña que abarca desde el siglo XVIII hasta mediados del siglo XIX, período durante el cual existió un incremento muy alto de la productividad agrícola, del rendimiento y de la producción total. Estos hechos provocaron un aumento de población, liberando del campo a un significante porcentaje de personas, que constituyó la mano de obra de la Revolución Industrial.
No parece muy claro el proceso a través del cual se desarrolló la Revolución Agrícola. Se citan los siguientes factores básicos en este proceso:
- El cercado de los campos de cultivo
- Avances técnicos y mecanización
  - Aparición de arados de hierro
  - Uso de máquinas sembradoras
  - Nuevas formas de drenaje
- La rotación de cultivos
- La mejora en la selección ganadera
- La selección de semillas
- Nuevas formas de organización económica de las explotaciones
- Las mejoras en los métodos de fertilización con guano de las aves

Algunos historiadores argumentan que de hecho no hubo ninguna «revolución», sino simplemente una evolución rápida en los métodos que conllevó el gran incremento de la productividad agrícola. También es el período en que se asientan y popularizan nuevas forrajeras y otros cultivos procedentes de América (maíz y papa entre ellos) que influye en este proceso.

## El cercamiento
Pero no solo los cercamientos fueron entre las tierras ajenas, sino que en las mismas tierras de los terratenientes, o campesinos que lograron obtener fortunas, se realizaban con el fin de impulsar un nuevo método de rotación, que era de tipo continuo, y no trienal (que dejaba un campo descansar para recuperar sus nutrientes). En el método continuo se alternaban los cultivos de cereales con los de legumbres y al tercer año de cultivo se plantaban plantas forrajeras que servían de alimento para los animales. Tenían el doble propósito de brindar a la tierra concentraciones de nitrógeno, y al mismo tiempo se lo brindaban los desechos de los animales que pastaban en las tierras.

## Rotación de cultivos
Desde finales del siglo XVII, los agricultores comenzaron a practicar sistemas de rotación de cultivos basados en periodos de tres, cuatro, seis y doce años que eliminaban el barbecho. Este proceso se generalizó en el siglo XVIII. En la rotación de carácter cuatrienal se rotaba el trigo, tubérculos, cereales de primavera y leguminosas y en el cuarto año plantas forrajeras como alfalfa, trébol, colza y lúpulo. Este proceso incrementó la productividad al aumentar las superficies cultivadas, creció también el rendimiento por hectárea al existir mayor cantidad de abonos y el incremento de la cabaña posibilitó la sustitución de la fuerza humana por la animal.